# Kaiserliches Kürassierregiment K 15 von 1702/1
Das Kürassierregiment K 15 wurde im Jahr 1702 als „Mercy-Cürassiere“ errichtet, 1769 in Kavallerie-Regiment Nr. 33 (Ansbach) umbenannt und 1801 aufgelöst. 

## Inhaber
- 1702 Claudius Florimund Mercy († 1734 bei Parma), Feldmarschall
- 1734 Markgraf Karl Wilhelm Friedrich von Ansbach-Bayreuth († 1757), Generalmajor
- 1735 Freiherr Ernst Hartmann von Diemar († 1754), Feldmarschall, Landkomtur des Deutschen Ordens für die Ballei Hessen
- 1752 Markgraf Christian Friedrich Carl Alexander von Ansbach-Bayreuth († 1806) erhielt 1802 das spätere 10. Infanterie-Regiment

## Gefechtskalender
Dieses Regiment kämpfte noch in seinem Errichtungsjahr 1702 in der Schlacht bei Friedlingen. Im Spanischen Erbfolgekrieg stand er 1709 bei der Belagerung von Tournai und kämpfte in der Schlacht bei Malplaquet. Es nahm danach von 1711 bis 1713 an den Feldzügen am Rhein teil.
Im 6. Türkenkrieg kämpfte es 1716 in der Schlacht von Peterwardein und der Belagerung von Temesvar. Im Jahr 1717 bei der Belagerung von Belgrad im Corps des Generals Martigni jenseits der Save und in der Schlacht vor der Festung. 
Im Polnischen Thronfolgekrieg kämpfte es 1734 in der Schlacht bei Parma, wo es sein Inhaber FM Graf Mercy fiel, war die Karabinierkompanie beim ersten Angriff. Das Regiment kam danach nach Ungarn. Im 7. Türkenkrieg kämpfte es 1737 in der Schlacht bei Banjaluka und 1738 bei Kornia, wo es die mitten in das Lager eingefallenen Türken in die Flucht trieb. Im folgenden Jahr nahm es am Gefecht bei Belgrad und der Schlacht bei Krotzka teil.  
Im Österreichischen Erbfolgekrieg kämpfte es 1742 bei Chotusitz und bei der Belagerung von Prag. In den Feldzügen von 1743 und 1744 kam es zur Armee in Bayern, am Rhein und in Böhmen. Im Jahr 1745 kämpfte es in den Schlachten bei Hohenfriedberg und Soor. Anschließend kam es in die Niederlande. Dort kämpfte es in den Schlachten bei Rocoux (1746) und bei Lauffeldt (1747) sowie im Gefecht bei Rosendael (1748). 
Im Siebenjährigen Krieg focht das Regiment 1756 mit großer Auszeichnung am 1. Oktober 1757 in der Schlacht bei Lobositz sowie in den Schlachten bei Prag bei Breslau und Leuthen. Im Jahr 1758 zeichnete sich die Karabinierkompanie bei Hochkirch aus. Anschließend kämpfte es 1760 in der Schlacht bei Landeshut, bei der Belagerung von Glatz und in der Liegnitz, wo es aber schwere Verluste erlitt. Im August 1761 marschierte das Regiment zur kaiserlich russischen Armee nach Wahlstadt.
Nach dem Krieg kam das Regiment 1778 zur Hauptarmee nach Böhmen. Im Bayerischen Erbfolgekrieg wurde es 1780 als Besatzung nach Wien verlegt. 
Im 8. Türkenkrieg stand das Regiment 1788 im Banat und später in Siebenbürgen, wo die dortige Division im Haczeger Tal unterstützte. Bei dem feindlichen Angriff auf das dortige Magazin kämpfte eine Eskadron Husaren gegen die Türken, die am 7. Oktober abzogen. Im folgenden Jahr kämpfte das Regiment im Gefecht bei Mehadia.
In den Koalitionskriegen kämpfte das Regiment 1793 in den Niederlanden und dort am 1. Mai im Gefecht bei Valenciennes sowie in den späteren Feldzügen in Deutschland. Am 26. Juni 1796 stieß dasselbe am Rhein bei Kork auf die feindliche Kolonne des General Beaupuy. Bei dem anschließenden Gefecht wurde der General mit 7 Säbelhieben schwer verwundet. Die Franzosen erhielten aber beträchtliche Verstärkungen und das Regiment musste sich mit Verlust zurückziehen. In den Feldzügen von 1799 und 1800 war das Regiment bei der Hauptarmee in Deutschland. Es nahm am 25. März 1799 an der Schlacht bei Stockach teil, dort deckte es mit zwei Bataillonen Infanterie die Höhen von Espesingen. Am 3. November 1799 zeichnete es sich im Gefecht bei Lochgau aus. Das Winterquartier 1799/1800 erhielt es in Niederschwaben, Ende April stand man bei Donaueschingen und dann bei der Armee in Schwaben und Bayern. Es kämpfte in den dortigen Gefechten und zuletzt im Rückzugsgefecht bei Salzburg im Dezember 1800. 
Anschließend kam es nach Gross Topolczan in Ungarn. Dort wurde das Regiment 1801 aufgelöst und divisionsweise in die drei Dragonerregimenter Nr. 1, Nr. 3 und Nr. 5 verteilt.

## Uniform
Das Regiment trug weiße Röcke mit ponceau-scharlach-roten Aufschlägen und weißen Knöpfen.